# Hurbanovo
Hurbanovo (în maghiară Ógyalla/ Ó Gyalla) este un oraș din Slovacia cu 8.013 locuitori.

## Demografie
| An:                | 1994 | 2004   | 2014   | 2024   |
| ------------------ | ---- | ------ | ------ | ------ |
| Număr de persoane: | 7894 | 8041   | 7605   | 7178   |
| Diferență:         |      | +1,86% | −5,42% | −5,61% |

| An:                | 2023 | 2024   |
| ------------------ | ---- | ------ |
| Număr de persoane: | 7222 | 7178   |
| Diferență:         |      | −0,60% |